# Contea di Hindmarsh
La contea di Hindmarsh è una local government area che si trova nello Stato di Victoria. Si estende su una superficie di 7.527 chilometri quadrati e ha una popolazione di 5.798 abitanti. La sede del consiglio si trova a Nhill.